# 王紹鼎
王紹鼎（9世纪—857年），回紇阿布思人，字嗣先，唐朝将领，曾短期担任成德节度使（首府在今石家庄），实际脱离朝廷而独立。父王元逵，母壽安公主（絳王李悟女）。

## 背景
王绍鼎生年不详。在他之前，王家对成德的控制已经经历两代了：他的祖父王廷凑于长庆元年（821年）殺害节度使田弘正，控制了成德，迫使朝廷妥协，父亲王元逵继承父位后，和朝廷稍有和解。
王绍鼎是王元逵的长子。王元逵在任期间，王绍鼎任镇州大都督府左司马、知府事、节度副使、都知兵马使。大中九年（855年）正月，王元逵去世，王绍鼎自称留后，士兵支持他继任。唐宣宗同意王绍鼎为留后，五月任他为全权的节度使。起复授检校工部尚书、镇府长史、成德军节度、镇深冀赵观察等使，累加光禄大夫、检校尚书左仆射。

## 任节度使
十一年（857年）二月，王绍鼎以成德军节度、镇冀深赵观察处置等使、起复云麾将军、守左金吾卫大将军同正、检校兵部尚书、镇州大都督府长史被任为银青光禄大夫、检校尚书右仆射，余官如故。
王绍鼎行为不端，喜好饮酒，尤其喜欢在塔楼高臺用弹弓襲打路人取乐。士卒感到失望，想推翻他，但还未及兵變，王绍鼎就在七月患病去世。因诸子年幼，他将军政大权授予胞弟节度副使王紹懿。王绍懿自称留后，士兵支持他继承节度使，唐宣宗对此予以认可，并赠王绍鼎为司空，另赠布帛三百段、米粟二百石，累赠司徒、太尉，又赠太傅。王绍懿后来病了，临死召王绍鼎的儿子都知兵马使王景崇说：“我兄长认为你年轻，所以把军队的指挥权和成德的管辖权都交给我。你现在成年了，我要把权力交还给你。你要努力工作，忠于朝廷，和隔邻藩镇和睦相处，别毁了兄长的遗产。这就是你的功劳了。”于是王景崇得三军推戴，继承了王紹懿成为下一任节度使。
王绍鼎妻张氏，后封秦国夫人。王绍鼎的其他儿子为王景胤、王景儒、王景㟧，前两者都比王景崇年长，但王景崇是嫡出，故成为后来的继承人。

## 延伸阅读
[在维基数据编辑]
 《新唐書·卷211》，出自《新唐書》